# Kulczyccy
Zasugerowano, aby ten artykuł podzielić na różne artykuły – podzielić na osobne hasła o różnych rodach szlacheckich o tym samym nazwisku.

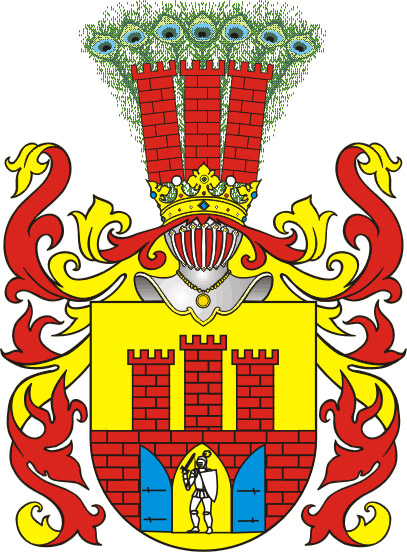
herb Grzymała

herb Kościesza

herb Krzywda

herb Lis

herb Sas

Kulczyccy – polski (także rusiński) ród szlachecki pieczętujący się sześcioma herbami szlachectwa: Grzymała, Kościesza, Krucyni, Krzywda, Lis, Sas (Drag) wywodzącymi się z dwóch linii rodowych: litewskiej i małopolskiej. Najstarsze wzmianki potwierdzające szlachectwo rodu pochodzą z roku 1479 (Kulczycki), 1640 (Kulczycki herbu LIs), 1782 (Kulczycki h. Sas) oraz 1787 (Kulczycki h. Krucyni).
Małopolska linia rodowa Kulczyckich (SAS) wywodzi się z Kulczyc w powiecie samborskim, województwie lwowskim w Małopolsce Wschodniej (dawniej Ruś Czerwona). Z powodu dużego rozrodzenia rodu oraz zamieszkiwania różnych obszarów, uległa modernizacji. Początkowo w formie przydomków, następnie w formie nazwisk zmieniła swoje brzmienie na: Abramowicz, Chapka, Chapka Tarasowicz, Cmajło, Dasiewicz, Daszynicz, Daszynicz Okopski, Gut, Gut Tarasowicz, Gnida, Hawicz, Hrycynicz, Hubiak, Hust, Hawicz, Lanowczak, Klimowicz, Kołodczak, Kostyk, Kulczycki, Makarowicz, Mielkowicz, Mielkowicz Tarasowicz, Okopski, Poliwka, Paczko, Polnaka, Ruczka, Smuk, Szelestowicz, Sztokajło, Szumiło, Szumiło Tarasowicz, Śmietanka, Śmietanka Ruczka, Tarasowicz, Tuluk, Wacynicz, Waskowicz (Waśkiewicz lub Waśkowicz), Wołczek czyli Wołczko, Zyhajło, Zyhajło Smuk.
Najbliższymi sąsiadami Kulczyckich herbu Sas z Kulczyc w parafii Dublany byli Bilińscy herbu Sas z Biliny, Hordyńscy herbu Sas z Hordyni, Horodyscy herbu Korczak z Horodyszcza oraz Czajkowscy herbu Sas z Czajkowic.

## Opis herbów
1. Grzymała
Opis herbu: W polu złotym mur czerwony z trzema blankowanymi basztami, w bramie otwartej rycerz z mieczem wzniesionym i tarczą; klejnot – na ogonie pawim trzy baszty czerwone w wachlarz.
2. Kościesza
Opis herbu: W polu czerwonym rogacina rozdarta srebrna, przekrzyżowana w pas. W klejnocie trzy pióra strusie. W wersji pierwotnej w klejnocie była głowa niewiasty czerwona z warkoczem i oślimi uszami srebrnymi.
3. Krucini Inne nazwy herbu: Kruszyna, Krucyni, Kruczyn, Krzyż.
4. Krzywda Inne nazwy herbu: Lubiez
Opis herbu: W polu błękitnym podkowa srebrna ze złotym krzyżem kawalerskim pośrodku i drugim takimż bez prawego ramienia na barku; klejnot – trzy pióra strusie.
Powstanie herbu: Herb Krzywda powstał w 1190 roku jako mutacja herbu Lubicz. Występuje na Mazowszu, Litwie, w Prusach, na Podkarpaciu (daw. rzeszowskie) oraz na obszarach Weryni, Kolbuszowej i Lipnicy.
5. Lis
Opis herbu: W polu czerwonym rogacina srebrna w słup, dwukrotnie przekrzyżowana w pas; klejnot – połulis czerwony.
Powstanie herbu (legenda):
W roku 1058 Kazimierz Odnowiciel w pościgu za pustoszącymi kraj Litwinami i Jadźwingami doszedł pod Sochaczew. Wysłany na zwiad z garstką żołnierzy rycerz z rodu Lisów natrafił nad rzeką na silny oddział nieprzyjaciół. Nie mogąc atakować, wysoko wystrzelił zapaloną strzałę, wzywając posiłki. Pomoc wkrótce nadeszła i wziętych w dwa ognie nieprzyjaciół pokonano bez trudu. Dzielny rycerz otrzymał w nagrodę strzałę w herbie, a jego dawny znak – lisa – umieszczono w klejnocie.
6. Sas (Drag)
Opis herbu: W polu błękitnym nad półksiężycem złotym dwie takież gwiazdy, pomiędzy którymi strzała srebrna w słup; klejnot – ogon pawi przeszyty strzałą w pas.
Powstanie herbu: Pierwsze wzmianki o herbie Sas jako herbie polskim pochodzą z 1253 roku.

## Wydarzenia
1425 r. – Hryc Śmietanka venator z braćmi Andrzejem i Pitrem są świadkami rozgraniczenia Sambora od monasteru podmiejskiego
1479 r. – Zanko wywodzi pochodzenie szlacheckie
1479 r. – Kulczycki wywodzi pochodzenie szlacheckie
1499 r. – Duchna, żona któregoś z Kulczyckich, pochodziła z Czarnotów-Dolińskich
1501 r. – Iwaszko Kulczycki – dziedzic części Bliny
1508 r. – Stefan Kulczycki (1508) – dziedzic w Kulczycach
1511 r. – Jacek Kulczycki otrzymał prawo do założenia wsi Smolnik w Beskidzie sanockim
1515 r. – Michał Kulczycki – dziedzic w Kolczycach
1587 r. – Roman Kulczycki Tarasowicz – podpisał laudum woj. ruskiego
1589 r. – Hryćko Kulczycki Tarasowicz – dziedzic Kulczyc
1610 r. – Anna Kulczycka + Waśko Topolnicki, prawd. dziedzic w Kulczycach
1633 r. – Paweł Kulczycki – dziedzic na Kulczycach
1640–1694 r. – Jerzy Franciszek Kulczycki tłumacz, szpieg, dyplomata i żołnierz Jana III Sobieskiego. Bohater wojenny. Przeszedł do historii. Pozostawił o sobie wiele legend.
1658 r. – Piotr Kulczycki – dziedzic na Kulczycach
1678 r. – Jerzy Franciszek Kulczycki – udowodnił swoją polską narodowość
1680 – 1703 r. – Piotr Kulczycki – unicki biskup piński, przemyski
1683 r. – Jerzy Franciszek Kulczycki dokonuje bohaterskiego czynu w bitwie pod Wiedniem
1684 r., 21 grudnia – Jerzy Franciszek Kulczycki otrzymuje nagrodę, za wybitne zasługi
1784 r. – Paweł Kulcycki Śmietanka h. Sas, burgrabia rawski (Lwow)
1784 r. – Karol Kulcycki Śmietanka h. Sas, adwokat lwowski (Lwow)
1782 r. – Jan Kulczycki Śmietanka Ruczka h. Sas, adwokat przemyski (Przem.)
1782 r. – Jakób Kulczycki z Kulczyc – wicesgerent Sądu Grodzkiego (Przem.)
1800-48 r. – Kulczycki wywodzi pochodzenie szlacheckie
1802-48 r. – Kulczycki wywodzi pochodzenie szlacheckie
1802-81 r. – Kulczycki wywodzi pochodzenie szlacheckie
1803-46 r. – Kulczycki wywodzi pochodzenie szlacheckie
1822–1899 r. – Abramowicz wywodzi pochodzenie szlacheckie
1824-64 r. – Kulczycki wywodzi pochodzenie szlacheckie
1831 r., 10 marca – Wawrzyniec Kulczycki (żołnierz – 8 pułk piechoty liniowej) zostaje odznaczony srebrnym Orderem Virtuti Militari
1831 r., 7 czerwca – Jan Kulczycki (podoficer – 16 pułk piechoty liniowej) zostaje odznaczony srebrnym Orderem VIRTUTI MILITARI
1831 r., 8 czerwca – Józef Kulczycki (porucznik – adiutant polowy) zostaje odznaczony złotym Orderem VIRTUTI MILITARI
1831 r., 19 sierpnia – Karol Kulczycki (podoficer – 4 pułk piechoty liniowej) zostaje odznaczony srebrnym Orderem VIRTUTI MILITARI
1831 r., 14 września – Adam Kulczycki (podporucznik – 7 kompania poz. Piesza) zostaje odznaczony złotym Orderem VIRTUTI MILITARI
1831 r., 15 września – Kazimierz Kulczycki (podoficer – 5 pułk strzelców pieszych) zostaje odznaczony srebrnym Orderem VIRTUTI MILITARI
1832–1913 r. – Kulczycki wywodzi pochodzenie szlacheckie
1832–1918 r. – Kulczycki wywodzi pochodzenie szlacheckie
(1835) 1866 r. Abramowicz-Burczak (1835) 1866 wywodzi pochodzenie szlacheckie
1853-61 r. – Kulczycki wywodzi pochodzenie szlacheckie
1918-20 r. – Julian Kulczycki Sas (porucznik – 01 PPL – VM V kl.) zostaje odznaczony Orderem VIRTUTI MILITARI
1918-20 r. – Wiktor Kulczycki ((18 PP – VM V kl.) zostaje odznaczony Orderem VIRTUTI MILITARI
1939-45 r. – Jan Janusz Kulczycki (plut.pchor. – PSZ – VM V kl.) zostaje odznaczony Orderem VIRTUTI MILITARI
1939-45 r. – Jan Kulczycki – płk dypl. (PSZ – VM IV kl.) zostaje odznaczony Orderem VIRTUTI MILITARI
1942 r., 29 grudnia – Józef Szumiło w wieku 82 lat zostaje rozstrzelany przez Niemców podczas akcji odwetowej w Białowola k. Zamość.
1989 r. – Barbara Kaczorowska z domu Szumiło, polska szachistka – zostaje mistrzynią międzynarodowa
2001 r., 31 października – Halina Szumiło zostaje odznaczona Krzyżem Kawalerskim Orderu Odrodzenia Polski

## Członkowie rodu
- Jakub Kulczycki (–1880), poseł do Sejmu Krajowego Galicji, starosta
- Jerzy Sas Kulczycki (1905–1944), wojskowy, oficer Regia Marina, partyzant
- Józef Kulczycki (1888–1974), profesor i pułkownik weterynarii
- Julian Sas-Kulczycki (1887–1946), pułkownik żandarmerii i Korpusu Kontrolerów Wojska Polskiego
- Włodzimierz Kulczycki (1862–1936), lekarz weterynarii, zoolog, anatom zwierząt, profesor i rektor Akademii Medycyny Weterynaryjnej we Lwowie, kolekcjoner kobierców wschodnich
- Innocenty (Kulczycki) (1680–1731), prawosławny duchowny, absolwent Akademii Mohylańskiej, wykładowca Akademii Słowiańsko-Grecko-Łacińskiej w Moskwie, następnie biskup perejasławski, organizator misji prawosławnej w regionie irkuckim, pierwszy biskup Irkucka i święty prawosławny
- Teodor Kulczycki (-1888), urzędnik skarbowy, profesor uniwersytetu i politechniki we Lwowie, radny miasta Lwowa
- Mirosław Szumiło – dr historii, pisarz, naukowiec. Prowadzi badania naukowe w zakresie historii najnowszej, ze szczególnym uwzględnieniem okresu po 1944/1945 roku (Uniwersytet Marii Curie-Skłodowskiej)
- Ołena Kulczyćka (1877–1967) – ukraińska malarka i graficzka
- Jan Kulczycki Melkowicz – podpisał elekcję króla Michała
- Elżbieta Szumiło – psychoterapeutka, wykładowca psychologii na Uniwersytecie Wrocławskim
- Luiza Szumiło – filmowiec, pedagog medialny, muzyk i wokalista, aktorka teatru alternatywnego w Poznaniu, wykładowca Wielkopolskiej Szkoły Filmu
- Wanda Szumiło Kulczycka – fotograf artystyczny

## Legenda Kulczyckich
Jerzy Franciszek Kulczycki herbu Lis lub Sas
Urodził się w roku 1640 w Samborze w ziemi przemyskiej (d. Ruś Czerwona, później woj. lwowskie, Małopolska Wschodnia), ale niektóre źródła wzmiankują też Kulczyce koło Sambora, gniazdo Sasów Kulczyckich. Absolwent samborskiej szkoły parafialnej. Brał udział w polskich interwencjach wojskowych na Bukowinie i w Mołdawii, lennie Polski, która była od południa stopniowo zajmowana przez Turcję. W roku 1660 znalazł się w Wiedniu. Przybył tam z Węgier przedostając się przez Serbię. W latach 1661–1665 był tłumaczem języków tureckiego i węgierskiego w belgradzkim kantorze Kompanii Orientalnej, przedsiębiorstwie austriackich kupców dla handlu ze Wschodem, istniejącym do 1683 roku. W 1663 roku znalazł się w austriackiej misji dyplomatycznej w Stambule (Konstantynopolu) jako kurier i tłumacz, mając też na względzie sprawy wojskowe. Dnia 26 listopada 1665 r. odbył się jego ślub w katedrze św. Szczepana w Wiedniu z Marią Urszulą Heissin, córką Tomasza i Katarzyny Heiss. Z tego związku urodziło się dwoje dzieci: córka Sabina Maria, ochrzczona 11 października 1668 r. w katedrze św. Stefana, oraz syn, urodzony 20 września 1672 r., zmarły zaraz po urodzeniu. Nieznany jest los córki, która najpewniej zmarła w młodym wieku. J.F. Kulczycki osiadł w Leopoldstadt pod Wiedniem, będąc samodzielnym przedsiębiorcą i kupcem towarów orientalnych. Od 1681 roku mieszkał tam pod numerem 48 (obecnie Grosse Pfarrgasse 22). Nadal utrzymywał kontakty i prowadził interesy z kantorem w Belgradzie. W roku 1666 występuje jako tłumacz języka tureckiego dla Dworskiej Rady Wojennej w Wiedniu.
W 1678 roku udowodnił swoją polską narodowość, kiedy władze austriackie rozpoczęły usuwanie Serbów oraz przybyszy z Serbii, podejrzewanych o szpiegostwo dla Turcji. Kiedy w roku 1679 rezydentem cesarskim w Stambule został Jerzy Krzysztof (Georg Christoph) v. Kunitz, dwór w Wiedniu przydzielił mu Kulczyckiego w roli attaché wojskowego, kuriera i tłumacza. Jako ekspert miał on za zadanie bacznie obserwować i oceniać rozwijającą się turecką sytuację militarną. Odbywając podróż z Wiednia do Istambułu przedstawiał on nowego rezydenta lokalnym dygnitarzom tureckim w Budzinie, Belgradzie i Adrianopolu, oraz ministrom w stolicy. Po rozpoczęciu tureckiego oblężenia Wiednia J.K. v. Kunitz znalazł się w tureckim obozie jako więzień, sporadycznie przekazując podobno jakieś informacje do Zamku.
Oblężenie Wiednia przez Turków rozpoczęło się 14 lipca 1683 r. J.F. Kulczycki w randze porucznika (leutnant) wraz ze swym służącym przyłączył się do ochotniczego oddziału kpt. Franciszka Ambrożego Francka, będącego pod dowództwem nieznanego bliżej oficera Freya. Jako szlachcic polski w roku 1683 dokonał bohaterskiego czynu pod Wiedniem (bitwa pod Wiedniem). Przebrany za Turka przedostał się z Wiednia przez obóz w. wezyra tam i z powrotem i przyniósł upadającym już na duchu Wiedeńczykom wiadomość o zbliżającej się odsiecz. Kulczycki otrzymał także 100 dukatów nagrody oraz dom „Pod Słoniem” w Leopoldstadt (Ankerstrasse 30, później 11, dzisiaj prawdopodobnie Haidgasse 8). W aktach kancelarii dworu cesarskiego zachował się dokument pisany własnoręcznie przez niego, w którym potwierdza odbiór domu ofiarowanego mu przez magistrat miasta. 10 stycznia 1684 r. otrzymał na swą prośbę nominację na cesarskiego tłumacza języka tureckiego. W dokumencie datowanym w Linzu 6 czerwca obdarzono go tytułem cesarsko-królewskiego kuriera z pensją w wysokości 100 guldenów rocznej gaży, oraz mianowano go oficjalnym tłumaczem języków tureckiego i węgierskiego wojskowego rejonu i floty Dunaju. W piśmie z 10 lipca adresowanym do Izby Cesarskiej powiadamiano, że Jerzy Franciszek Kulczycki niniejszym stawia się do dyspozycji dowództwa armii na Węgrzech. W tymże 1684 roku, jako katolik, nosił się z zamiarem odbycia pielgrzymki do Rzymu i Loreto. Decyzją Izby Cesarskiej z 21 grudnia 1684 otrzymał nagrodę, za „wybitne zasługi” w wysokości 18 guldenów.